# Prealpi orientali di Stiria
Le Prealpi orientali di Stiria (in tedesco Östliches steirisches Randgebirge) sono una sottosezione delle Prealpi di Stiria (Steirisches Randgebirge, Steirische Voralpen).
Si trovano in Austria (Stiria e Burgenland) e, parzialmente, in Ungheria.

## Classificazione
Secondo la SOIUSA le Prealpi orientali di Stiria sono una sottosezione delle Prealpi di Stiria ed hanno come codice il seguente: II/A-20.IV.
Secondo l'AVE sono inglobate nelle Prealpi ad est della Mura che costituiscono il gruppo n. 47 di 75 nelle Alpi Orientali.

## Suddivisione
Si suddividono in quattro supergruppi e nove gruppi (tra parentesi i codici SOIUSA dei supergruppi, gruppi e sottogruppi):
- Catena Wechsel-Joglland (A)
  - Wechsel (A.1)
  - Joglland (A.2)
    - Gruppo Rabenwaldkogel-Wildwiesen (A.2.a)
    - Gruppo del Masenberg (A.2.b)
- Bucklige Welt (B)
  - Westbucklige Welt (B.3)
  - Ostbucklige Welt (B.4)
  - Landseer Berge (B.5)
- Monti di Bernstein e di Kőszeg (C)
  - Bernsteiner Hügelland (C.6)
  - Monti Kőszeg (C.7)
- Monti di Rosalien e Sopron (D)
  - Rosaliengebirge (D.8)
  - Monti Sopron (D.9)

## Montagne
- Wechsel - 1.743 m
- Rabenwaldkogel - 1.280 m
- Masenberg - 1.261 m
- Írott-kő - 883 m
- Magasbérc - 558 m